# ديسي (عدد)

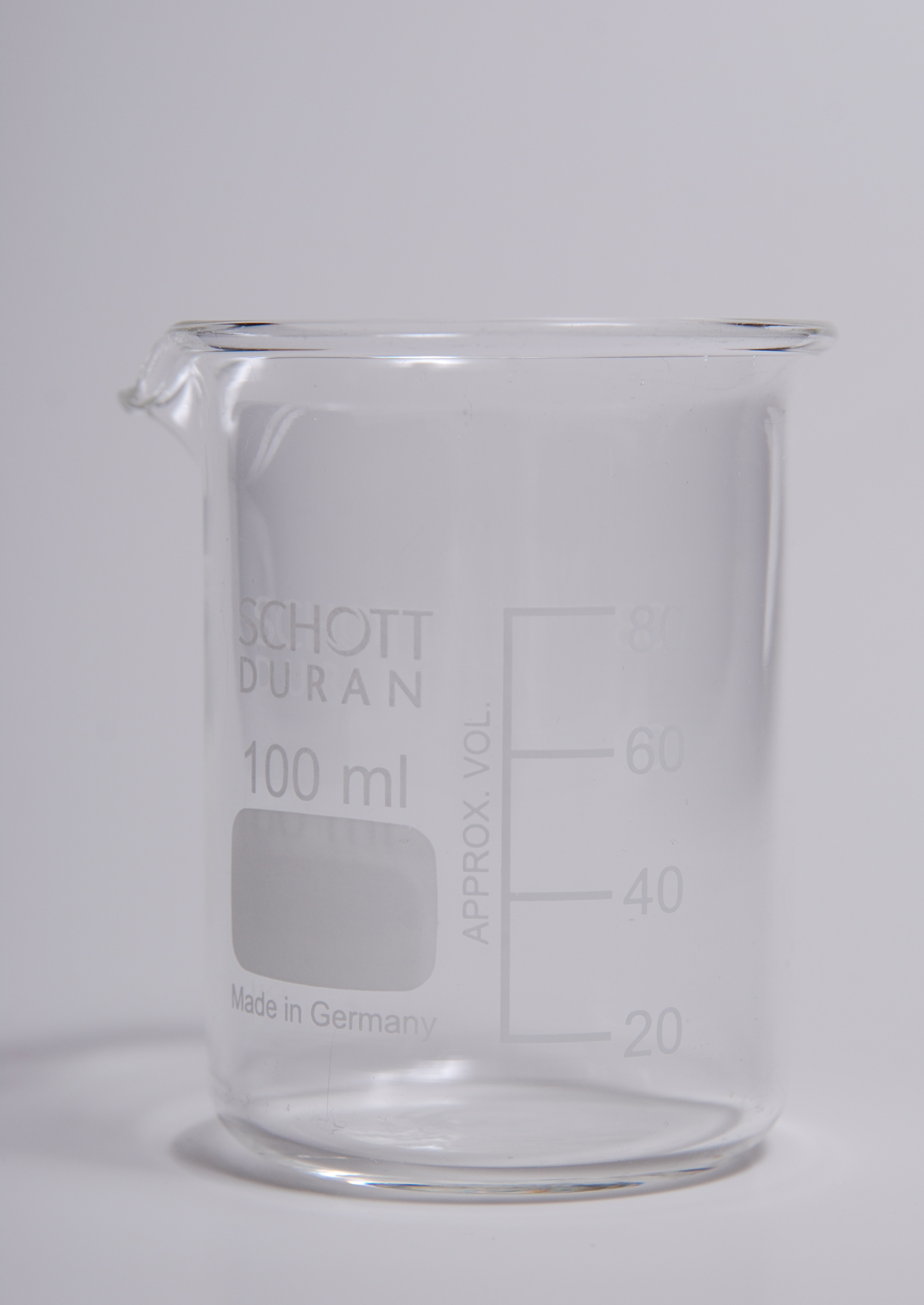

ديسي هو عدد مقداره العُشر، أي 1/10. يستخدم الديسي في العديد من الوحدات الفيزيائية مثل ديسيمتر أو ديسيلتر.
في تحليلات الدم يُقاس تركيز المواد المختلفة بكمية وجود كل منها في ديسيلتر من الدم.

## تعريفات
- 1 ديسيلتر = 1/10 لتر
- 1 ديسيلتر = 100 سنتيمتر مكعب
- 1 ديسيمتر = 1/10 متر